# Julianne Nicholson
Julianne Nicholson (ur. 1 lipca 1971 w Medford) – amerykańska aktorka, żona brytyjskiego aktora Jonathana Cake'a.

## Wybrana filmografia
- 1997: Szmat czasu (Long Time Since) –
  - Vivian James,
  - Phoebe James
- 1998: Jedyna prawdziwa rzecz (One True Thing) – studentka college’u
- 1998: Czas zbiorów (Harvest) – Lou Yates
- 1999: Goście z zaświatów (Curtain Call) – Sandra Hewson
- 1999: List miłosny (The Love Letter) – Jennifer McNeely
- 1999: Sztorm stulecia (miniserial) (Storm of the Century) – Cat Withers
- 2000: Tully – Ella Smalley
- 2000: Godass – Nancy
- 2000: Na granicy światów (serial telewizyjny) (The Others) – Marian Kitt
- 2000: Wyśniona namiętność (Passion of Mind) – Kim
- 2000: Dead Dog – Charity
- 2000: Hero – młoda Niemka
- 2001: Strike a Light – Ona sama
- 2001–2002: Ally McBeal – Jenny Shaw (odcinki 91–103)
- 2002: Speakeasy – Rebecca
- 2002: Randka z Lucy (I'm with Lucy) – Jo
- 2002: Presidio Med (serial telewizyjny) – Dr. Jules Keating
- 2004: Kinsey – Alice Martin
- 2004: Seeing Other People – Alice
- 2004: Czarna książeczka (Little Black Book) – Joyce
- 2005: Her Name is Carla – Carla
- 2005: Flannel Pajamas – Nicole
- 2006: Two Weeks – Emily Bergman
- 2006: Wyrok (serial telewizyjny) (Conviction) – Christina Finn
- 2006: Puccini for Beginners – Samantha
- 2007: Prawo i porządek: Zbrodniczy zamiar – Det. Megan Wheeler
- 2013: Sierpień w hrabstwie Osage (August: Osage County) – Ivy Weston
- 2017: Nowicjat (Novitiate) – Nora Harris

### Występy gościnne
- 2001: Prawo i porządek (Law & Order) – Jessie Lucas (seria 11, odcinek 10)
- 2004: Ostry dyżur (ER) – Jordan Dunn (seria 10, odcinki 19–20)